# Serov
Serov - Серов (rus) - és una ciutat de l'óblast de Sverdlovsk, a Rússia. Es troba a l'est dels Urals, a la riba esquerra del Kakva, un afluent del Sosva, a 306 km al nord de Iekaterinburg i a 1.424 km a l'est de Moscou.

## Història
L'arqueologia mostra que la regió de Serov ja era habitada almenys mil anys abans de Crist pels mansis o llurs ancestres. En els primers temps de la colonització russa de Sibèria només s'hi trobaren pocs pobles a la regió. La situació canvià a partir del 1893, el director del districte miner de Bogoslovsk, Aleksandr Auerbakh, proposà la construcció d'una fàbrica siderúrgica per a la producció de materials i de rails sobre el riu Kavka, prop de la terminal d'una via ferroviària. La construcció de la fàbrica i d'una vila per als treballadors començà aquell mateix any. La vila s'anomenà Nadejdinsk en honhor de Nadejda Mikhàïlovna Polotsova, la propietària del districte miner de Bogolovsk. La fàbrica entrà en funcionament el 1896 i esdevingué un gran centre fornidor de rails per al Transsiberià. Dmitri Mendeléiev, que visità Nadejdinsk, quedà impressionat per les tècniques avançades utilitzades en la fàbrica. S'hi construí la primera escola el desembre de 1895 i una central elèctrica el 1907.
Nadejdinsk quedà afectada per la Revolució de 1905 i l'agitació s'allargà fins al 1908. Al començament de la Primera Guerra Mundial, la indústria de Nadejdinsk s'adaptà a les necessitats de l'exèrcit. La fàbrica de construcció mecànica dels germans Klein fou transferida de Riga a Nadejdinsk el 1917. Les necessitats creixents de mà d'obra aconseguiren que les autoritats reclutessin obrers a Corea i a la Xina. El 1917 hi havia 1.266 xinesos i coreans així com 3.329 presoners de guerra.
El 27 d'octubre de 1917, dos dies després de la Revolució d'Octubre a Petrograd, el poder de la vila passà al soviet dels obrers sense efusió de sang. El 18 de desembre de 1917 el districte miner de Bogoslovsk i les fàbriques de Nadejdinsk foren nacionalitzades. L'octubre del 1918 l'exèrcit del govern provisional de Sibèria, oposat als soviets durant la guerra civil, ocupà Nadejdinsk. El 20 de novembre d'aquell any, dos dies després que l'almirall Koltxak hagués pres el govern blanc de Sibèria, 23 bolxevics foren executats a Nadejdinsk. El 19 de juliol del 1919 els partidaris de l'Exèrcit Roig reprengueren la vila. Després de la guerra civil, Nadejdinsk quedà en ruïnes i no hi quedava cap fàbrica en activitat, molts enginyers havien abandonat la regió.
El govern soviètic s'esforçà per restaurar la vida urbana i de tornar a reactivar l'economia. A finals del 1925 les fàbriques de Nadejdinsk tornaren de nou a plena capacitat. La vila es transformà profundament, s'hi construïren molts edificis nous i es canviaren els carrers, s'hi construí un hospital, un circ i un cabaret.
El 1926 Nadejdinsk rebé l'estatus de ciutat. Als anys 1930 la producció siderúrgica augmentà i es diversificà. La vila s'anomenà aleshores Kabakovsk el 1934 en honor d'I.D. Kabakov, el cap del partit comunista de l'óblast de Sverdlovsk. Però el 1937 Kabakov fou víctima de les purgues de Stalin i la vila tornà a dir-se pel seu antic nom de Nadejdinsk. Dos anys més tard passà a dir-se Serov en honor del pilot Anatoli Serov, un antic obrer de Nadejdinsk que havia esdevingut heroi durant la Guerra Civil Espanyola, mort el 1939.
Després de la guerra les necessitats de la reconstrucció exigiren sobretot acer. Serov esdevingué una cruïlla de vies ferroviàries electrificades, i s'hi hagué de construir una nova central elèctrica.